# Foveoleberis foveolata
Foveoleberis foveolata is een mosselkreeftjessoort uit de familie van de Xestoleberididae. De wetenschappelijke naam van de soort is voor het eerst geldig gepubliceerd in 1880 door Brady.